# 비둘기는 하늘의 쥐
《비둘기는 하늘의 쥐》는 1996년 11월에 발매된 언니네이발관의 첫 앨범이다.

## 수록곡 목록
| #  | 수록곡 제목      | 재생 시간 |
| -- | ---------------- | --------- |
| 1  | 푸훗             | 3:11      |
| 2  | 동경             | 3:07      |
| 3  | 보여줄 순 없겠지 | 3:23      |
| 4  | 쥐는 너야        | 6:24      |
| 5  | 생일 기분        | 4:04      |
| 6  | 산책끝 추격전    | 6:30      |
| 7  | 팬클럽           | 3:59      |
| 8  | 로랜드고릴라     | 3:09      |
| 9  | 상업그런지       | 3:33      |
| 10 | 미움의 제국      | 5:59      |
| 11 | 소년             | 4:32      |
| 12 | 우스운 오후      | 2:54      |

## 참여 멤버
- 이석원: 보컬, 기타
- 류기덕: 베이스 기타
- 유철상: 드럼
- 정대욱: 기타